# Sątoczno (gmina)
Sątoczno (początkowo Laukinikowo) – dawna gmina wiejska istniejąca w latach 1946–1954 w woj. olsztyńskim (dzisiejsze woj. warmińsko-mazurskie). Siedzibą władz gminy było Sątoczno.
Gmina Laukinikowo powstała po II wojnie światowej na terenie tzw. Ziem Odzyskanych. 28 czerwca 1946 roku jako jednostka administracyjna powiatu kętrzyńskiego gmina weszła w skład nowo utworzonego woj. olsztyńskiego. Według stanu z 1 lipca 1952 roku gmina Sątoczno była podzielona na 4 gromady: Kałwagi, Sajna Wielka, Sątoczno i Wiklewo.
Na pierwszego wójta w 1945 r. mianowano Eliasza Andrukowskiego. Natomiast pierwsza Gminna Rada Narodowa w Laukinikowie została powołana 22 września 1946 r. Ówczesny urząd gminy mieścił się w starej części dzisiejszego budynku nr 7.
Gmina została zniesiona 29 września 1954 roku wraz z reformą wprowadzającą gromady w miejsce gmin. Jednostki nie przywrócono 1 stycznia 1973 roku po reaktywowaniu gmin.
Zobacz też: